# Priapo
Priapo ou Príapo (em grego: Πρίαπος, transl. Príapos) é o deus grego da fertilidade, filho de Dioniso e Afrodite. Sua imagem é apresentada como um homem maduro, mostrando um grande órgão genital (ereto). Priapo era considerado como protector de rebanhos, produtos hortículas, uvas e abelhas.
Dionísio, vindo vitorioso de batalhas nas Índias, foi por Afrodite ardorosamente recebido e dessa união nasceu Priapo.
Hera, ciumenta de Afrodite, trabalhou para que a criança nascesse com a sua enorme deformidade (curiosamente, ele sempre é representado com um pênis de tamanho exagerado).
Sua mãe mandou educá-lo nas margens do Helesponto em Lampasaco, onde por conta de sua libertinagem e desregramento tornou-se objeto de terror e repulsa. A cidade foi tomada por uma epidemia e os habitantes viram nisso uma retaliação por não terem dado atenção ao filho de Afrodite, fizeram rituais e pediram que ele ficasse entre eles.

## Representações
É representado por um busto em cima de uma pilastra com cornos de bode, orelhas de cabra, uma coroa de folhas de vinha ou de loureiro. Os antigos borravam as estátuas com cinábrio ou zarcão, algumas vezes coloca-se instrumentos de jardinagem junto à imagem, cestos para fruta, foice, um bastão para afastar ladrões e uma vara para amedrontar os pássaros. Sobre o monumento colocam também cabeças de burro e outros animais que os habitantes lhe ofereciam em sacrifício.
Existia ainda um ritual onde meninas virgens sentavam em cima de um falo gigante representando Priapo.